# كورنليا كفسيتش
كورنليا كفسيتش (بالكرواتية: Kornelija Kvesić) مواليد 25 أغسطس 1963 في جمهورية يوغوسلافيا الاشتراكية الاتحادية، هي لاعبة كرة سلة كرواتية معتزلة. مثلت منتخب بلادها. شاركت في دورة الألعاب الأولمبية الصيفية سنة 1988. لعبت مع نادي شيبينيك لكرة السلة للسيدات في الدوري الكرواتي لكرة السلة للسيدات.

## سجل المنافسة
شاركت في المنافسات التالية:
- الألعاب الأولمبية الصيفية 1988
- كأس العالم لكرة السلة للسيدات 1990

## الميداليات
| الميدالية | المسابقة                           |
| --------- | ---------------------------------- |
| فضية      | الألعاب الأولمبية الصيفية 1988     |
| فضية      | كأس العالم لكرة السلة للسيدات 1990 |
| برونزية   | الألعاب الجامعية الصيفية 1985      |

## روابط خارجية
- كورنليا كفسيتش على موقع الاتحاد الدولي لكرة السلة (الإنجليزية)
- كورنليا كفسيتش على موقع بروبوليرز (الإنجليزية)
- كورنليا كفسيتش على موقع سبورتس رفرنس (الإنجليزية)
- كورنليا كفسيتش على موقع اللجنة الأولمبية الدولية (الإنجليزية)
- كورنليا كفسيتش على موقع أوليمبيديا (الإنجليزية)